# Raymond Noorda
Raymond John (Ray) Noorda (Ogden (Utah), 19 juni 1924 – Orem (Utah), 9 oktober 2006) was een Amerikaanse topman bij de computerfirma Novell. Van 1982 tot 1994 was hij CEO (algemeen directeur) bij dit bedrijf.
Hij was de derde zoon van de Nederlandse immigranten Bertus en Alida Noorda. Hij volgde een opleiding bij de Weber State College in Ogden. Tijdens de Tweede Wereldoorlog diende hij twee jaar bij de marine als elektromonteur van radarsystemen. In 1949 slaagde Noorda cum laude voor zijn bachelor aan de technische universiteit van Utah. Op 4 augustus 1950 trouwde hij met Lewena (Tye) Taylor.
Wat betreft godsdienst behoorde hij tot de Mormonen.
Raymond Noorda overleed op 82-jarige leeftijd thuis aan de gevolgen van de ziekte van Alzheimer.